# エスコバ
エスコバ（Eskobar）は、スウェーデンのロックバンド。1996年に結成。

## 概略
同じくスウェーデン出身のハイヴス、マンドゥ・ディアオといったガレージロック色の強いバンド達に対して、クリアかつ繊細で透き通るようなメロディとボーカルが特徴で、北欧特有の清涼感溢れるサウンドを奏でる。2004年、フジロックフェスティバルに出演。2008年までにアルバムを5作発表した。2009年秋にドラムのロバート・バーミンが脱退。2014年11月、ダウンロード限定のシングル「Untrap yourself」で6年ぶりに作品を発表。2015年にツアーを開始。

## メンバー
- ダニエル・ベルクヴィスト (Daniel Bellqvist) - ボーカル ※2004年にmeisterの作品に客演。
- フレデリク・セル (Frederik Zäll) - ギター
- ジョッケ・ブルンベルク (Jocke Brunnberg) - ドラム

### 旧メンバー
- ロバート・バーミン (Robert Birming) - ドラム

## ディスコグラフ

### アルバム
- 'Til We're Dead (2000年)
- 『ゼアズ・オンリー・ナウ』 - There's Only Now (2001年)
- 『ア・サウザンド・ラスト・チャンセズ』 - A Thousand Last Chances (2004年)
- Eskobar (2006年)
- Death in Athens (2008年)
- Live (2015年)
- Magnetic (2016年)
- Chapter 2 (2020年)